# Horst Mahler
Horst Mahler (Haynau, 23. siječnja 1936. – Berlin, 27. srpnja 2025.) njemački nacionalsocijalistički politički aktivist, odvjetnik, antisemit i poricatelj Holokausta.

## Životopis
Rođen je 23. siječnja 1936. godine u građanskoj obitelji i vjerojatno bi imao karijeru poput svakog običnog građanina da nije bilo studentskog radikalizma šezdesetih godina dvadesetog stoljeća. Tijekom studija Mahler je postao odvjetnik izvanparlamentarne oporbe (APO) i suosnivač Njemačkog socijalističkog studentskog saveza (SDS). Nakon što je završio pravo, Mahler je radio u renomiranom berlinskog odvjetničkom uredu, ali kako je sve više zastupao klijente s političke ljevice, gubio je one iz gospodarstva. Kao jedan od suosnivača socijalističkog odvjetničkog kolektiva, zastupao je ideologa ljevice Rudija Dutschkea, a nakon atentata na njega uključio se u akcije protiv izdavačke kuće Springer (desno orijentirana nakladnička kuća). Godine 1969. branio je Andreasa Baadera i Gudrun Ensslin zbog podmetanja požara u robnoj kući. Kad su godinu dana kasnije njih dvoje oslobođeni uz pomoć nasilja, Mahler je s njima, Ulrike Meinhof, Astrid Proll i još 20 simpatizera otišao u ilegalu.
Potom je osnovan RAF (Frakcija Crvene armije). Skupina je u Jordanu prošla palestinski trening u oružanoj borbi. Ipak, Mahler je uhićen tek nekoliko mjeseci nakon toga, te je zbog osnivanja kriminalne organizacije i teške pljačke osuđen na 14 godina zatvora. 
Nakon deset godina služenja kazne pušten je na slobodu, a zahvaljujući angažmanu svog odvjetnika, tada predsjednika Mladih socijaldemokrata i budućeg premijera pokrajine Niedersaschsen, budućeg njemačkog kancelara Gerharda Schrödera. Godine 1988. vraćena mu je odvjetnička dozvola pa je ponovno otvorio ured. 
Mahler se u zatvoru se preobratio u kritičara lijevog terorizma i došao do, kako je tada sam napisao, unutarnjeg oslobađanja od dogmatske revolucionarne marksističko-lenjinističke teorije. Ipak, njegova se transformacija nije zaustavila na odricanju od lijevog terorizma. Nakon desetljeća tišine 1998. godine javnost je uzbunio člankom u desničarskom listu Junge Freiheit, u kojem je objasnio navodnu povezanost šezdesetosmaškog pokreta i razvoja nove desničarske ideologije. Uslijedio je Pamflet o stanju naroda, kojim se Mahler obratio Nijemcima koji to još žele ostati, a zatim i osnivanje nacionalnog pokreta Za našu zemlju, za sve koje žele da Njemačka ostane Njemačka.
Danas Mahler nije samo odmetnik koji je radikalno promijenio strane, nego si je, čini se, kao zadaću odredio aktualiziranje koncepta kojim bi mogao povezati razjedinjene desničarske frakcije antisemita. Polazeći od teorije urote židovskog financijskog kapitala, Mahler govori o tajnoj vladavini dirigenata globalnog gospodarskog i financijskog sistema, a u argumentaciji citira podjednako i Industriju holokausta Normana Finkelsteina i ideologa izraelske stranke Sas, rabina Ovadiu Yosifa, koji tvrdi da su u holokaustu ubijeni grešnici. Rasistička ubojstva i nasilje neonacista opravdava kao izraz prirodne, gotovo instiktivne, obrambene reakcije naroda protiv pretvaranja u afro-euro-azijatsku miješanu rasu. U malom mjestu Kleinmachnowu, krećući se u svojim govorima i napisima na samoj granici legalnoga, Mahler danas sprema nacionalnu revoluciju.
Kako ta revolucija točno treba izgledati nije posve jasno, ali bi trebala značiti kraj židovske vladavine i muslimanske okupacije u njemačkim radionicama te borbu protiv Sjedinjenih Američkih Država koje, na putu prema svjetskoj dominaciji žele, po Mahleru, uništiti Njemačku. Sve ove teze umotane su i u prihvatljive argumente o negativnim posljedicama globalizacije, materijalizmu i ljudskoj praznini. 
Mahler danas sebe zove nacionalnim integralistom i želi okupiti sve što je njemačko, i ljevicu i desnicu, siromašne i bogate, mlade i stare, a svi oni trebaju postati narodna zajednica koja će stvoriti idealnu državu. Ona će se sastojati od vlade i naroda, bez političkih stranaka. Njemačka, prema Mahleru, treba biti oslobođena hegemonije američke istočne obale. 
I dok se protiv američkog imperijalizma Mahler borio početkom 1970.-ih s lijevih pozicija, danas se bori s pozicija nacionalne revolucije. U svojim napisima on izlaže i program protiv nezaposlenosti zaustavljanjem zapošljavanja stranaca i mjere usmjerene na rješavanje prometnog kaosa zabranom tranzita stranih automobila i kamiona kroz Njemačku, kao i uvođenje obaveznog korištenja sredstava javnog prijevoza za strance koji žive u Njemačkoj. Najstrože mjere uveo bi u ratu protiv narkomanije pa predlaže da se svi kod kojih se nađe droga kazne zatvorom i prisilnim radom. U siječnju 2001. godine berlinska odvjetnička komora izbacila je Mahlera iz članstva, a njemačko tužiteljstvo pokrenulo je istragu protiv njega.

## Vanjske poveznice
|  | Zajednički poslužitelj ima još gradiva o temi Horst Mahler |